# 粟津潔
粟津 潔（あわづ きよし、1929年2月19日 - 2009年4月28日）は、日本のグラフィックデザイナー。

## 人物
東京都目黒区出身。法政大学専門部中退。絵画・デザイン技法は独学である。背景やフォルムを緻密な線や混沌とした色彩で構成し、一見ファインアートであるかのように見える作風が特徴。油彩作品も多数制作している。
1955年の日本宣伝美術会展（日宣美）で日宣美賞受賞。1960年に建築家の有志を募り『メタボリズム』を結成する。その後、武蔵野美術大学商業デザイン学科（現・視覚伝達デザイン学科）助教授に就任、デザイン教育に携わる。1966年に『エンバイラメント』の会を結成、翌年の1967年頃から大阪万国博覧会のテーマ館別構想計画などを練る。その他、国内外問わず国際的なプロジェクトに参加している。
1990年に紫綬褒章受章。2000年、勲四等旭日小綬章受章。
2000年3月から2005年10月まで印刷博物館の初代会長を務めた。
2009年4月28日に肺炎のため川崎市内の病院で死去。

## 主な作品
- 津山文化センター中庭（1965年）

「銀の海に金の亀」（1972年）横浜市営地下鉄ブルーライン上大岡駅構内

- 津山文化センター別棟のレリーフ（1965年）
- 渋谷・天井桟敷館のデザイン（1969年）
- ピアノ炎上（1973年）出演・演奏：山下洋輔

- 映画『田園に死す』（1974年）詩人役
- 日本文化デザイン会議 諸ポスター作品（1986年）
- 北陸自動車道ピアパーク壁画（1988年）
- 世界デザイン博覧会 諸ポスター作品（1989年）
- 第43回アスペン国際デザイン会議 諸ポスター作品（1993年）
- 日本万国博覧会 娯楽地区調査委員、日本館構想委員、テーマ館空中展示[4]
- 映画『心中天網島』美術監督
- つくば万国博覧会・テーマ館アートプロデューサー

## 著書
- 『デザインの発見』 三一書房、1966年
- 『現代との対話 若き創造者へ』 学芸書林、1968年
- 『デザインに何が出来るか』 田畑書店、1969年
- 『粟津潔デザイン図絵』 田畑書店、1970年
- 『デザイン夜講』 筑摩書房、1974年
- 『世界のグラフィックデザイン 7』 磯崎新,福田繁雄共編、講談社、1974年
- 『造型思考ノート』 河出書房新社、1975年
- 『粟津潔原点画』 土曜美術社、1975年
- 『阿部定 昭和11年の女』　井伊多郎,穂坂久仁雄共著 田畑書店、1976年
- 『粟津潔のブック・デザイン』 河出書房新社、1977 (アート・テクニック・ナウ)年
- 『粟津潔・作品集』全3巻 講談社、1978-79年
- 『ガウディ讃歌』現代企画室、1981年
- 『デザイン巡遊』現代企画室、1982年
- 『表層は深層の皮膚』 京都芸術短期大学「楽」編集室、1984年
- 『粟津潔・8夜快談集  青春のこと。都市のこと。デザインのこと。』 文化出版局、1985年
- 『粟津潔の仕事  1949-1989』　河出書房新社、1989年
- 『世界のグラフィックデザインシリーズ11 粟津潔』 ギンザ・グラフィック・ギャラリー、1994年
- 『象形文字遊行 文字始源』 東京書籍、2000年
- 『ロックアート 神話そしてイマジネーション 粟津潔とN・A・R・A探検隊』 フィルムアート社、2002年
- 『粟津潔デザインする言葉』 フィルムアート社 2005年
- 『不思議を眼玉に入れて 粟津潔横断的デザインの原点』 現代企画室、2006年
- 『粟津潔 荒野のグラフィズム』 フィルムアート社、2007年
- 『粟津潔 マクリヒロゲル』 現代企画室、2012年
- 『すてたろう』秩父前衛派ほか、KEN BOOKS、2014年
- 『まるのおうさま』粟津潔、谷川俊太郎、福音館書店、2019年

## 主な作品収蔵先
- ニューヨーク近代美術館
- アムステルダム現代美術館
- オスロ近代美術館
- ワルシャワ・ポスター美術館
- 富山県立近代美術館
- 金沢21世紀美術館